# Муньис, Онаней
Онане́й Муньи́с Гутье́ррес (исп. Onaney Muñiz Gutiérrez; 1937—2002) — кубинский ботаник.

## Биография
Онаней Муньис родился 17 августа 1937 года в городе Баямо бывшей провинции Ориенте. Учился в Гаванском университете, в 1968 году получил степень бакалавра. С 1959 года Муньис руководил Гаванским ботаническим садом.
В 1967 году Онаней Муньис стал первым директором Института ботаники Кубинской академии наук. В 1981 году он перешёл в Институт географии тропиков, где работал в должности старшего исследователя. В 1999 году он ушёл на пенсию, продолжив заниматься геоботаническими и флористическими исследованиями.
Муньис занимался изучением проблемы высокого эндемизма кубинских растений, занимался теоретическим воссозданием первоначальной флоры острова в XVI веке. В последние дни жизни он прилагал усилия к организации парка Метрополитан в Гаване, в котором он планировал сохранить последний обособленный участок тропического леса в пределах кубинской столицы. Также он собирался организовать экспедицию на южный склон пика Туркино, рассчитывая обнаружить там новые виды растений.
7 июля 2002 года в Гаване Онаней Муньис скончался.

## Некоторые научные работы
- Borhidi, A.; Muñiz, O. Catálogo de plantas cubanas amenazadas o extinguidas. — La Habana, 1983. — 85 p.
- Muñiz, O. The special role of the Mangrove forest (неопр.) // Peace Research Abstracts. — 2002. — Т. 39, № 3. — С. 311—456.

## Виды растений, названные в честь О. Муньиса
- Calyptranthes munizii Borhidi, 1977
- Coccoloba munizii Borhidi, 1976
- Coccothrinax munizii Borhidi, 1972
- Croton munizii Borhidi, 1977
- Euphorbia munizii Borhidi, 1972
- Guettarda munizii Borhidi, 1972
- Myrtus munizii Borhidi, 1978 [≡ Mosiera munizii (Borhidi) Bisse, 1986]
- Ossaea munizii Borhidi, 1976
- Psidium munizianum Borhidi, 1976